# Eutropia (figlia di Costanzo Cloro)
Eutropia (... – 350) fu la figlia dell'imperatore Costanzo Cloro e della sua seconda moglie Flavia Massimiana Teodora, e quindi sorellastra di Costantino I.
Sposò Virio Nepoziano, console per il 336, ed ebbero un figlio di nome Nepoziano. Madre e figlio sopravvissero alla purga della dinastia costantiniana che insanguinò la famiglia imperiale nel 337, alla morte di Costantino; è possibile che in quell'occasione trovasse la morte Virio.
Quando Magnenzio si ribellò nel 350, uccidendo l'imperatore Costante I (figlio di Costantino), Nepoziano conquistò Roma per 28 giorni, prima di essere sconfitto e ucciso dal comandante di Magnenzio, Marcellino: sembra che anche Eutropia sia stata mandata a morte in tale occasione.